# Мугабе, Грейс

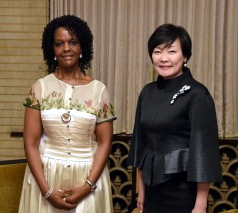
Грейс Мугабе и Аки Абэ, жена премьер-министра Японии

Грейс Нтомбизодва Мугабе (англ. Grace Ntombizodwa Mugabe) (род. 23 июля 1965 в Бенони, ЮАР) — жена бывшего президента Зимбабве Роберта Мугабе.

## Биография
Грейс Маруфу родилась в ЮАР в 1965 году, она была четвертым ребенком в семье. Её родители были уроженцами Чиву на территории тогдашней британской колонии Южная Родезия (ныне Зимбабве), и в это время жили в Южной Африке в статусе гастарбайтеров. В пятилетнем возрасте Грейс отправили к матери, в Родезию, а отец остался работать в ЮАР. Окончила начальную школу в Чиву и католическую школу Кристе Мамбо в Маникаланде, выучилась на секретаршу. Вышла замуж за Стэнли Горераза, пилота Воздушных сил Зимбабве. После свадьбы они жили в Муфакозе — пригороде Хараре. У них родился сын Рассел.
Сразу после колледжа в конце 1980-х гг. устроилась на работу в президентскую администрацию, где стала работать сначала машинисткой, а затем секретаршей президента Роберта Мугабе. Президент начал оказывать ей знаки внимания, угощал чаем с печеньем, вел долгие беседы; начались любовные отношения, несмотря на более чем 40-летнюю разницу в возрасте. Грейс позже рассказывала: «Он расспрашивал меня о семье. Я смотрела на него как на отца. Не думала, что он глядит на меня и думает: „Мне нравится эта девочка“. Я совсем не ожидала такого». К тому же у зимбабвийского лидера была супруга — очень популярная в народе уроженка Ганы Салли Франсеска Хейфрон; но к тому времени она была неизлечимо больна, и, по словам самого Мугабе, дала добро на его отношения с Грейс. В тайне у них родились дочь Бона и сын Роберт Младший.
В 1992 году Салли умерла и через четыре года Роберт Мугабе женился на Грейс Горераза. Пресса называла церемонию бракосочетания свадьбой столетия. Вскоре родился их третий ребёнок — Хатунга.
На первых порах в качестве первой леди Грейс ограничивалась благотворительной деятельностью. На одной из местных ферм, отобранных у белых в ходе «черного передела» она построила детский дом — с привлечением китайских инвестиций. Она стала управляющей семейной собственностью. На участке земли в пригороде Хараре, выделенном партией Мугабе еще в 1980-х, по распоряжению Грейс возвели особняк. Президентская чета владела огромными сельхозугодьями, фермами и предприятиями.
Грейс эпатировала нищее население Зимбабве своей страстью к роскоши и экстравагантности: во время одной из поездок в Париж в 2003 году она потратила 120 тысяч долларов на вещи из бутиков. За тягу к богатству противники прозвали ее «Грейс Гуччи» или «ДисГрейс» (от английского слова disgrace, «позор»).
После этого она была внесена в санкционные списки США и ЕС.
За два месяца она умудрилась получить степень доктора наук в местном университете. В 2007—2011 годах изучала китайский язык в университете ЖэньДа.
В 2009 году в Гонконге она вместе с телохранителем напала на журналиста британской газеты The Times, расцарапав ему лицо своими бриллиантовыми кольцами, и избежала наказания, сославшись на дипломатический иммунитет. Другая похожая ситуация была в 2017 году, когда к ее сыновьям в гостинице пришла 20-летняя модель Габриэлла Энгельс. Первая леди Зимбабве избила ее по лицу электрическим удлинителем, оставив в результате глубокие рассечения и разрушив модельную карьеру девушки. Когда ей хотели предъявить обвинения, она вновь сослалась на дипломатический иммунитет и улетела домой.

## Борьба за власть
По мере того как Роберт Мугабе старел, в стране обострялась борьба за власть. Грейс выступала на политических митингах, разоблачая критиков своего мужа и требуя от политических противников покаяния и публичных извинений. Грейс собрала вокруг себя группировку молодых министров, «сорокалетних», получивших обозначение G40 и безжалостно расправлялась со вчерашними друзьями, если считала их угрозой. Сорокалетним противостояла группировка «крокодилов», героев борьбы с властью белых во главе с вице-президентом Эммерсоном Мнангагвой по прозвищу Крокодил. В конце 2014 года она раскритиковала вице-президента Джойс Муджуру, героиню войны за независимость, которая якобы готовила заговор против ее мужа. Обвинения против Муджуру привели к ее устранению в качестве кандидата в преемники Мугабе и фактически превратили ее в изгоя. Тогда же Грейс Мугабе была избрана председателем Женской лиги и членом политбюро ЗАНУ-ПФ.
В Зимбабве первая леди возможно являлась самой ненавидимой женщиной за ее любовь к роскоши за счет народа и жажды власти. Она имела колоссальное влияние на мужа. В интернете появился мем, где Грейс Мугабе сравнивается с Серсеей Ланнистер, аморальной злодейкой из популярного телесериала «Игра престолов».
В феврале 2017 года она заявила оппонентам, что если выставить на выборы труп ее мужа, то он всё равно выиграет. В последнее время она не скрывала и собственные амбиции возглавить страну: «Говорят, я хочу стать президентом. А почему нет? Я что, не зимбабвийка?». Армия долгое время придерживалась нейтралитета, однако начальник генштаба Константино Чивенга сказал, что вооруженные силы не позволят получить власть человеку, не участвовавшему в «освободительной борьбе» против белых колонизаторов.
В начале ноября 2017 года Грейс Мугабе добилась увольнения популярного Мнангагвы, тем самым открыв себе дорогу в преемники мужа. Это стало началом конца эпохи Мугабе. Вечером 14 ноября вооруженные солдаты на бронетранспортерах заняли ключевые позиции в столице Зимбабве. На следующий день под стражу были взяты президент и его жена (хотя первоначально сообщалось, что она сбежала в Намибию), а также ряд чиновников. Правящая партия ЗАНУ-ПФ объявила импичмент Роберту Мугабе из-за того, что тот позволил жене узурпировать власть и назначать угодных ей госслужащих.